# Vote par valeurs
Pour un article plus général, voir Système électoral.

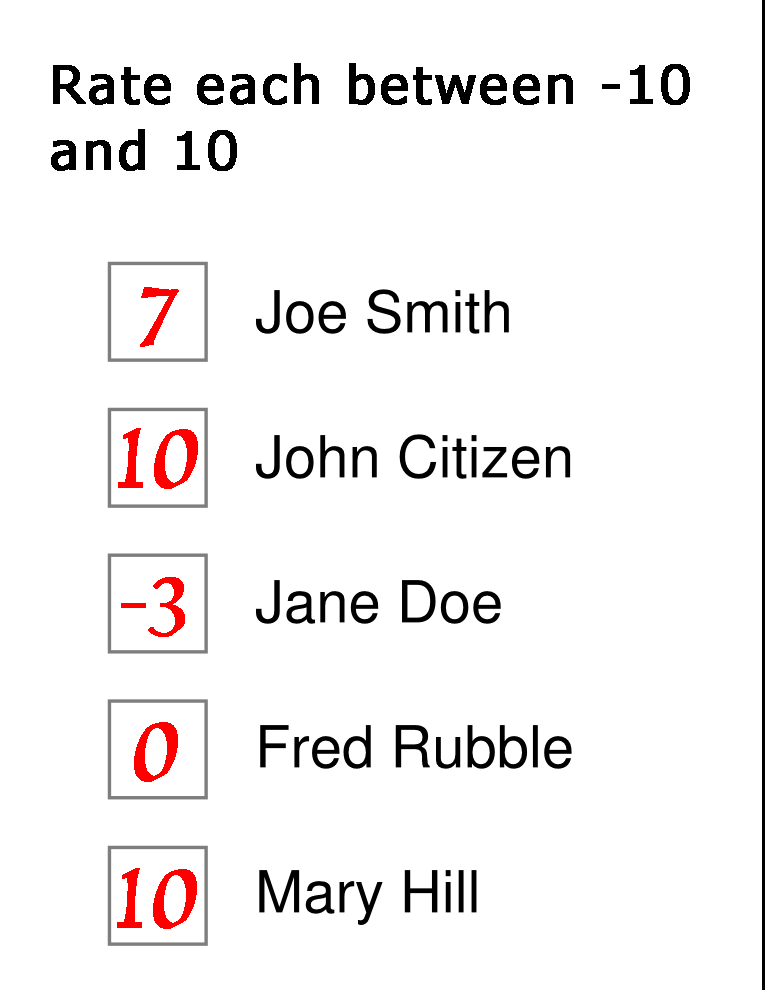
Un image qui représente le vote de valeurs qui est un système de vote

Le vote par valeurs, vote par notes, vote par notation, vote de valeur ou vote cardinal, est un système de vote, ou plus exactement une famille de systèmes. Le principe consiste à ce que chaque votant associe une note à chaque proposition.

## Utilité
Ce mode de scrutin est efficace :
- pour favoriser les propositions consensuelles,
- pour s'affranchir du vote utile,
- pour exprimer sa désapprobation autant que son approbation,
- pour empêcher les phénomènes de tyrannie de la majorité.

Le théorème d'impossibilité d'Arrow n'est également pas valide pour ce mode de scrutin.

## Recommandations
Le vote par valeurs est recommandé par The Center for Election Science, Center for Range Voting, Citoyens pour le Vote de Valeur, Counted, RangeVote.com et The Equal Vote Coalition.

## Variantes

### Plage de valeurs et association sémantique
Un système de vote par valeurs se définit en premier lieu par l'échelle de valeurs proposée aux électeurs pour chaque option de vote.
- L'échelle peut être simplement exprimée numériquement sur une plage de valeur allant par exemple de -5 à +5, ou de 0 à 100.
- L'échelle peut aussi être exprimée symboliquement ou sémantiquement. L'échelle est alors ramenée à un nombre de 5 voire 7 valeurs ; par exemple : À rejeter, Insuffisant, Passable, Assez Bien, Bien, Très Bien, Excellent.
- L'échelle peut comporter simplement deux valeurs (oui/non). On parle alors de vote par approbation.

### Modes de calcul des résultats
Il existe plusieurs modes de calculs pour déterminer le résultat de l'élection :
- La méthode de la somme consiste à additionner les valeurs attribuées par les électeurs à chaque option. L'option retenue est celle qui a obtenu le plus de points. On parle alors souvent de vote par note[2], et en anglais de range voting (en). Cette méthode a l'avantage d'être très simple et ne nécessite pas de moyens électroniques pour aboutir au résultat. Elle peut cependant être sensible aux votes stratégiques. Cette méthode est couramment utilisée dans les jurys et les compétitions et doit être adaptée à ce cadre. Le vote par évaluation peut être considéré comme appartenant à la famille des votes pondérés.
- On a aussi proposé d'évaluer un candidat par la médiane de ses évaluations. Se pose alors un problème de départage des ex aequos. Une première méthode pour classer les ex aequos a été proposée en 2007 par Michel Balinski et Rida Laraki sous l'appellation jugement majoritaire[3]. D'autres méthodes de meilleure médiane ont été proposées en 2020 par Adrien Fabre dont certaines sont plus simples et offrent des propriétés plus appréciables que le jugement majoritaire[4]. Ces méthodes sont le jugement typique, le jugement central et le jugement usuel.

## Mise en œuvre
Les électeurs émettent pour chaque candidat ou liste de candidats un avis sur une échelle de valeur (exemple: 0 à 100). Le candidat, ou liste de candidat, avec la note la plus élevée est élu. Plus l'échelle de valeur est grande, plus l'électeur peut nuancer ses choix.
Contrairement aux systèmes de vote par classement (Méthode Condorcet, Méthode Borda, ...), le vote par valeurs est encore aujourd'hui relativement peu exploré. Mais des chercheurs et des associations exposent et militent pour son adoption au motif que de tels systèmes résoudraient certains paradoxes des systèmes par classement ,,.
Le conseil d'administration de Wikimedia ainsi que le comité d'arbitrage de Wikipedia en anglais utilisent pour leurs élections une échelle à trois niveaux ("Supporte", "Neutre", "Oppose") et décomptent les voix en traitant "Neutre" comme une abstention.
Le vote par valeurs peut aussi être utilisé pour obtenir un classement.
Le vote par valeurs est recommandé par The Center for Election Science, Center for Range Voting, Citoyens pour le Vote de Valeur, Counted, RangeVote.com et The Equal Vote Coalition.

## Contraintes de mise en œuvre
Sans précaution particulière, le vote par valeurs permet d'identifier une signature de vote. Par exemple, si l'on peut donner une note entre 0 et 9 à 10 candidats, il y a dix milliards de bulletins différents possibles (nombre de valeurs puissance nombre de candidats, soit ici 1010). Or chaque bureau de vote ne gère que quelques centaines d'électeurs. Il est donc possible d'attribuer à chaque électeur un bulletin bien précis et personnalisé (par exemple {(A=2), (B=5), (C=0), (D=8), (E=1), (F=4), (G=9), (H=5), (I=7), (J=3)}). Cela pourrait permettre d'exiger de lui, sous la menace, que ce bulletin soit bien trouvé lors du dépouillement. Le résultat de l'élection peut ainsi être manipulé sans que cela soit visible. 
Pour éviter cet écueil, il suffit de segmenter le bulletin de chaque électeur en autant de parties qu'il y a de candidats. Il est alors impossible de reconstituer le bulletin et de reconnaître l'électeur, tout en préservant 100 % de l'information nécessaire aux recomptages éventuels. Concrètement, deux modes opératoires sont envisageables :
- Il existe autant de bulletins que de candidats (comme dans le système de vote binaire français), l'électeur replie le bulletin afin de masquer la valeur qu'il a associé au candidat, mais laisse apparaître le nom du candidat et doit insérer dans l'urne un bulletin pour chaque candidat en lice.
- L'électeur remplit un unique bulletin avec tous les candidats listés. La première étape du dépouillement consiste à compter et découper les bulletins « en aveugle » afin d'empêcher toute reconnaissance d'un électeur lors de la révélation des valeurs associées aux candidats.

## Avantages et inconvénients
Le vote par valeurs satisfait à plusieurs critères de systèmes de vote :
1. le critère de monotonie : Si un candidat n'est pas gagnant et si on le rétrograde dans certains bulletins sans modifier l'ordre relatif des autres candidats alors il ne doit pas pouvoir gagner.
2. le critère de participation : Si X est gagnant et que l'on rajoute des bulletins dans lesquels X est toujours mieux placé que Y, Y ne doit pas être le nouveau vainqueur.
3. le critère de cohérence : Si les bulletins sont partagés en deux groupes et si un candidat est le gagnant dans chaque groupe, il doit être le gagnant des élections.
4. le critère des clones : Si dans un ensemble de clones, on élimine un candidat, si l'ancien gagnant était dans cet ensemble de clones, le nouveau gagnant doit y rester et si l'ancien gagnant n'était pas dans l'ensemble de clones, il doit rester le gagnant.
5. le critère de symétrie par inversion : Si un candidat est gagnant et si on range, dans chaque bulletin, les candidats dans l'ordre inverse, ce même candidat doit perdre.
6. et d'autres critères[10] : Universalité, Non dictature, Totalité ou Souveraineté, Indifférence des Options Non-Pertinentes, Unanimité, Indépendance globale, Non-surévaluation et Paréto.

Le théorème d'impossibilité d'Arrow ne s'applique qu'aux scrutins ordinaux et n'est pas valide pour ce mode de scrutin cardinal.
Par rapport aux systèmes de vote uninominaux (Scrutin uninominal majoritaire à un tour ou à deux tours), l'avantage de ce système est une prise en compte plus fidèle de l'opinion de l'électeur, qui peut notamment :
- Marquer son soutien à plusieurs options (candidats ou idées), indépendamment les unes des autres.
- Exprimer sa désapprobation autant que son approbation et nuancer son jugement pour chaque option. Par exemple, pour une élection démocratique avec une plage de valeurs de -2 à +2 : je soutiens sans hésitation ces 2 candidats (+2), si celui-ci gagnait je serais toutefois satisfait (+1), j'ai plus de réticences pour ce candidat (0 ou -1) et je rejette clairement les idées de ce dernier (-2).
- S'affranchir totalement du "vote utile", à savoir, considérant les sondages avant le vote, voter pour B alors qu'on préfère A par peur que C l'emporte (B étant mieux placé dans les sondages que A).
- Permettre de ne pas voter sur un seul schéma d'opposition binaire (un nom contre les autres ou un autre)
- Donner de la valeur à l'expression de rejet, un vote blanc a de fait le sens d'une expression d'opinion.

Cependant, ses inconvénients sont :
- Une violation du critère de la majorité : Un candidat préféré par une majorité de votants peut ne pas être élu. En privilégiant les candidats consensuels, ce mode de scrutin permet néanmoins d'empêcher les phénomènes de tyrannie de la majorité.
Exemple : sur 60 votants, 31 ont donné le classement A>B>C, 7 le classement B>C>A, 12 le classement B>A>C, 2 le classement C>A>B et 8 le classement C>B>A. Le candidat A est en tête sur une majorité absolue de scrutins mais le vote avec les valeurs 1, 2, 3 donne pour A le score de 136, B celui de 137 et C  celui de 87, signant la victoire de B .
- Une mise en œuvre plus complexe, notamment pour éviter un risque de violation du secret du vote (voir supra).

Les votes par valeurs offrent un pouvoir d'expression plus important à chaque électeur. Par exemple si on utilise un tel système avec la méthode de la somme et une plage de valeurs admissibles de -5 à +5 pour départager trois options, l'électeur qui voterait (+5 +5 -5) contrebalance à lui tout seul 5 électeurs qui voteraient avec de faibles écarts (+2 +2 +4) : total +15 +15 +15. L'électeur qui n'exploite pas l'intégralité de la plage de valeurs disponibles diminue donc volontairement le poids de son vote. Par rapport au système binaire, l'électeur exprime ainsi une position intermédiaire entre le vote blanc et le vote exprimé (limité à un et un seul candidat en vote binaire). Plus la plage de valeurs autorisées est réduite moins cette forme de vote volontairement amoindrie est permise ; elle est impossible avec le vote par approbation (2 valeurs uniquement).
En se basant sur de tels arguments a priori ainsi que sur différents types d'expérimentations, Jean-François Laslier estime que les méthodes additives de vote par note, dont le vote par approbation, pourraient être utilisées en pratique et que, par comparaison avec les systèmes à un seul nom, elles tendraient à favoriser les candidats consensuels.
Contrairement à d'autres scrutins, l'électeur est plus enclin à voter pour des candidats ou listes proches de ses opinions plutôt que pour des candidats ou des listes ayant le plus de chances d'être élus. Le fait de s'exprimer sur chaque candidat oblige de s'intéresser à tous les choix et permet aux électeurs d'avoir une plus grande maturité puisqu'il faut connaître plus ou moins tous les candidats.